# Cima da Conegliano

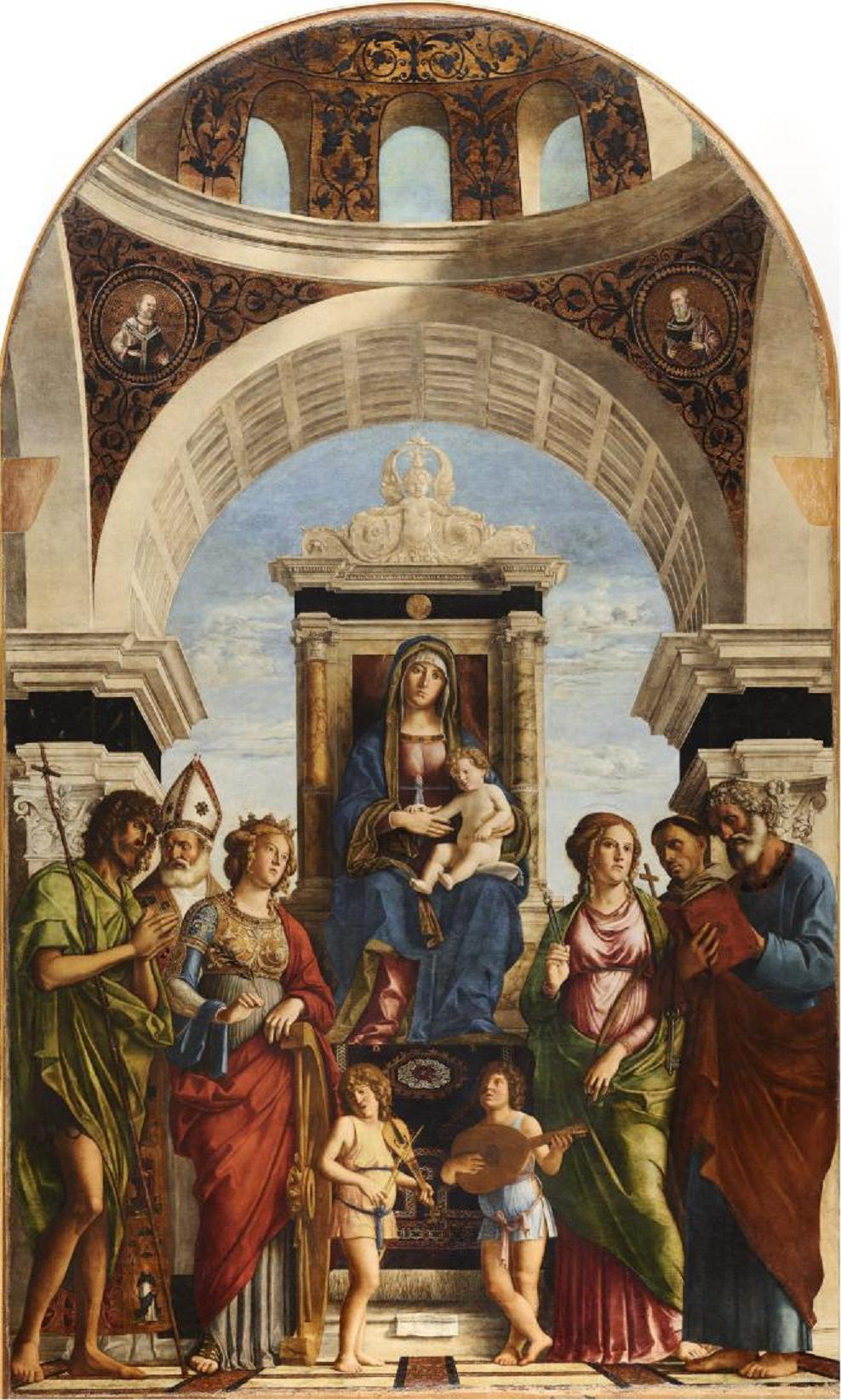
Madonna in trono col Bambino tra angeli e santi (ca. 1492), olio su tavola trasportato su tela, Duomo di Conegliano (Tv).

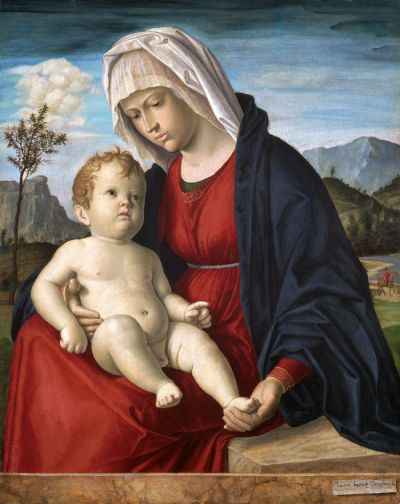
Madonna col Bambino, (1500), olio su tavola, National Museum of Wales, (Cardiff)

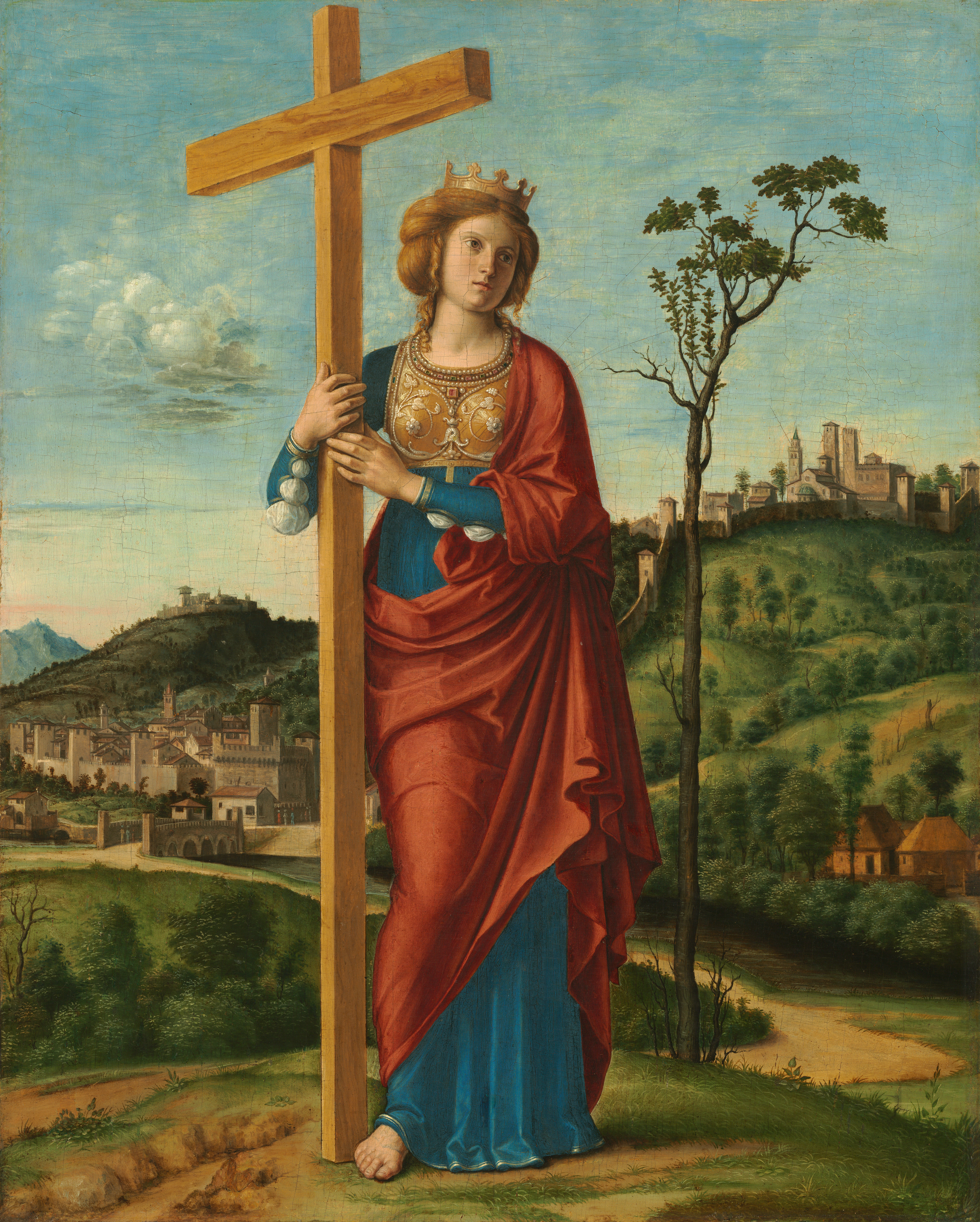
Sant'Elena (1495), olio su tavola, National Gallery of Art (Washington)

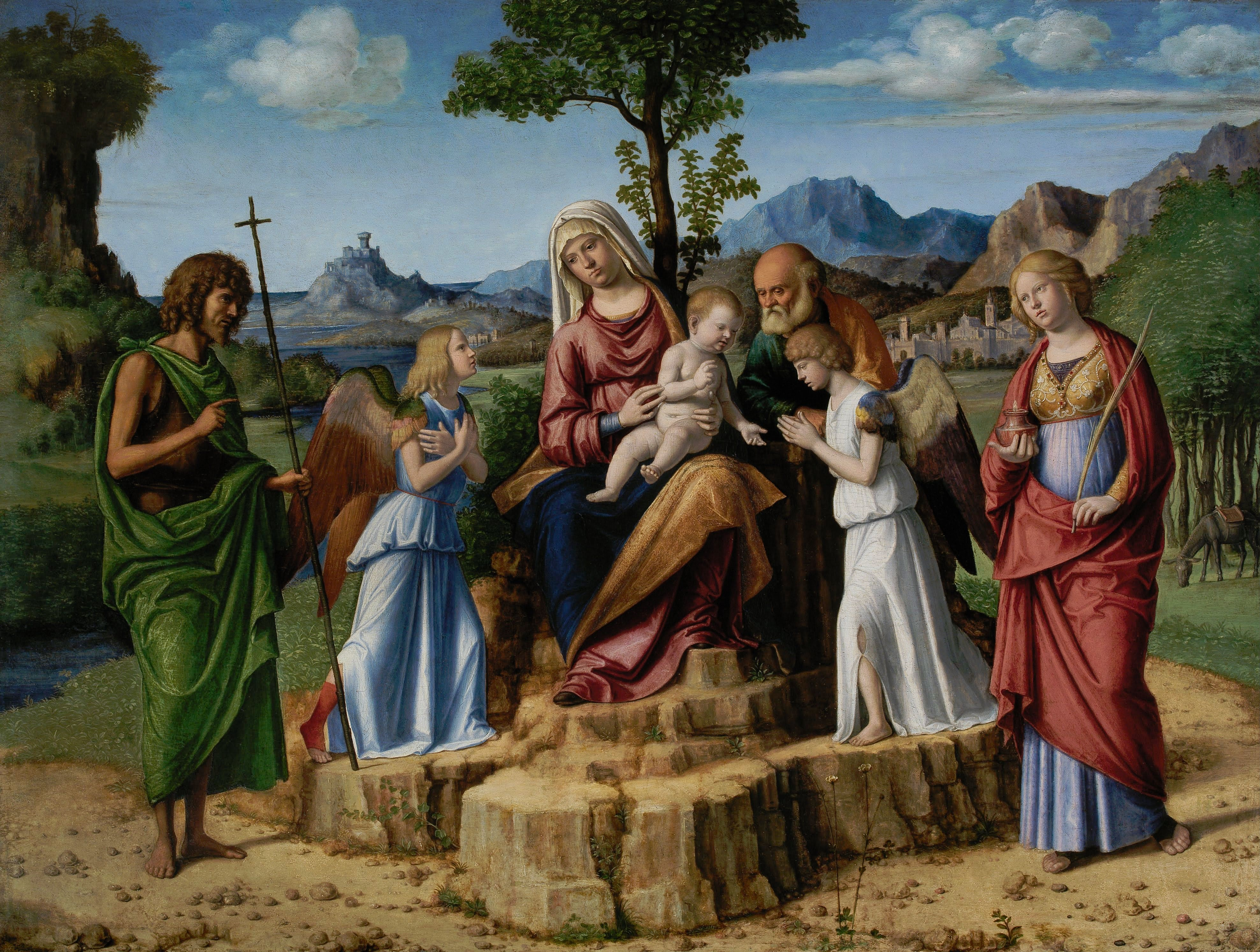
Riposo durante la fuga in Egitto con i santi Giovanni Battista e Lucia (1496-1498), olio su tavola, Calouste Gulbenkian Museum (Lisbona)

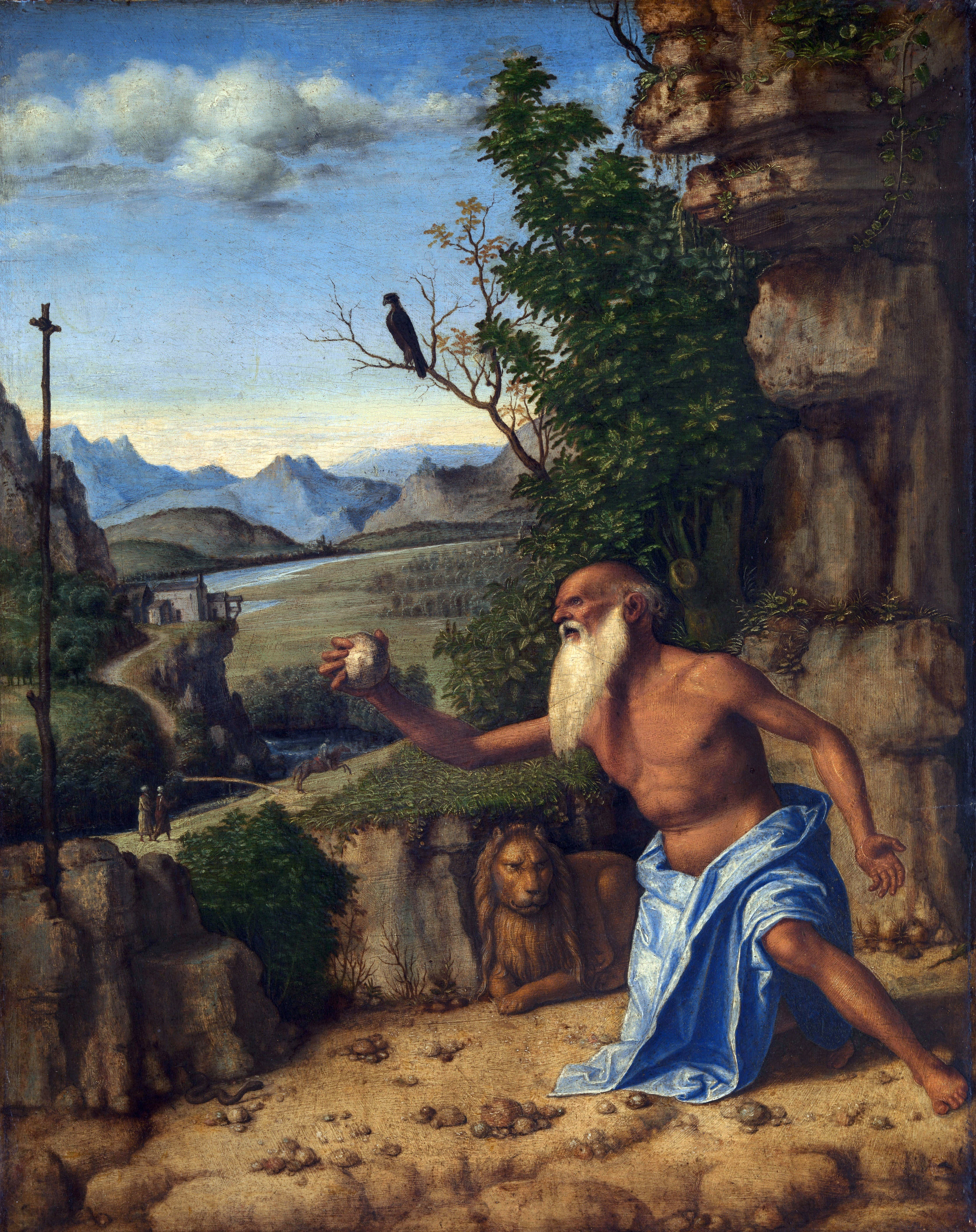
San Girolamo nel deserto (ca. 1505-1510), olio su tavola, National Gallery, Londra

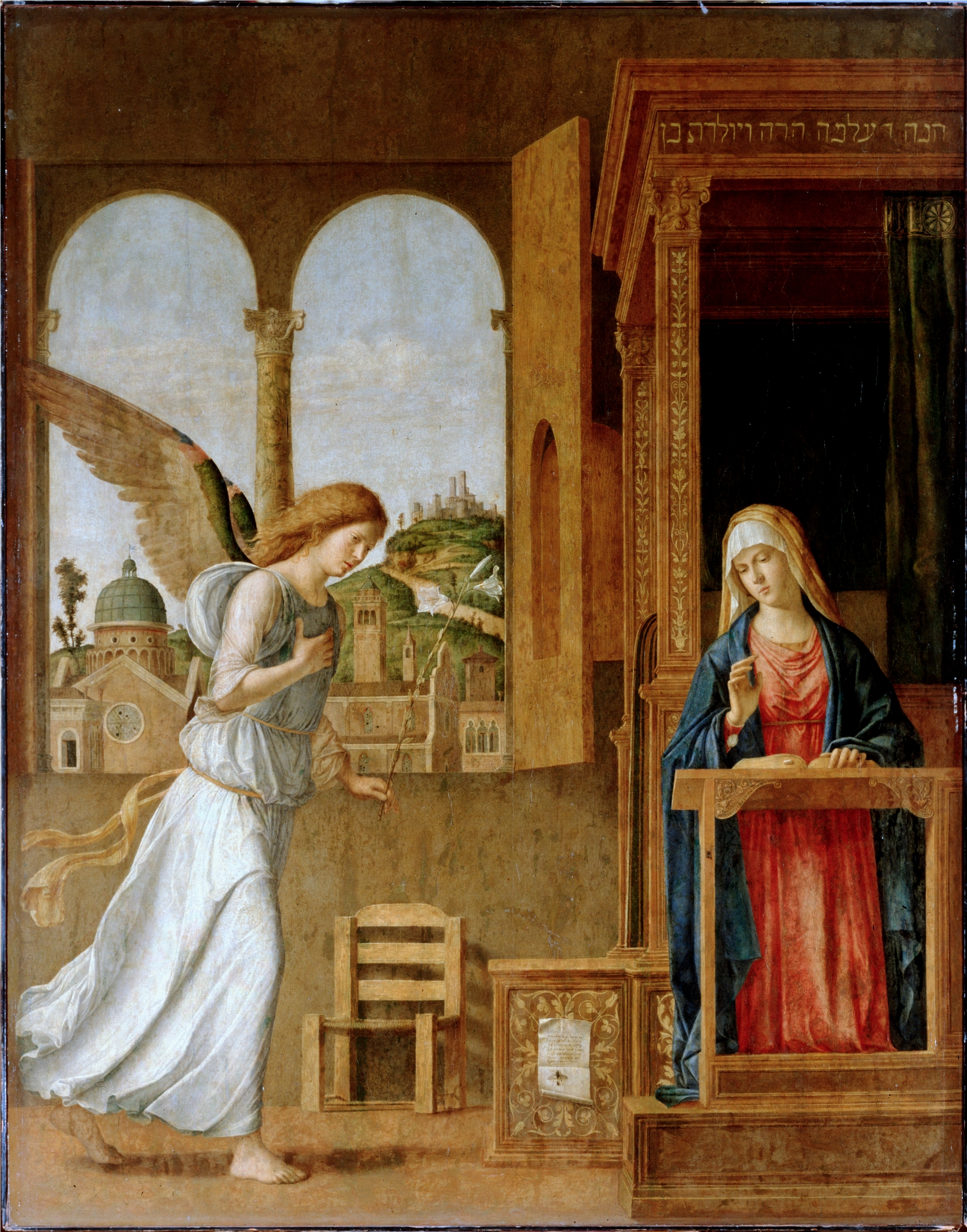
Annunciazione (1495) tempera e olio su tela, Museo dell'Ermitage, San Pietroburgo

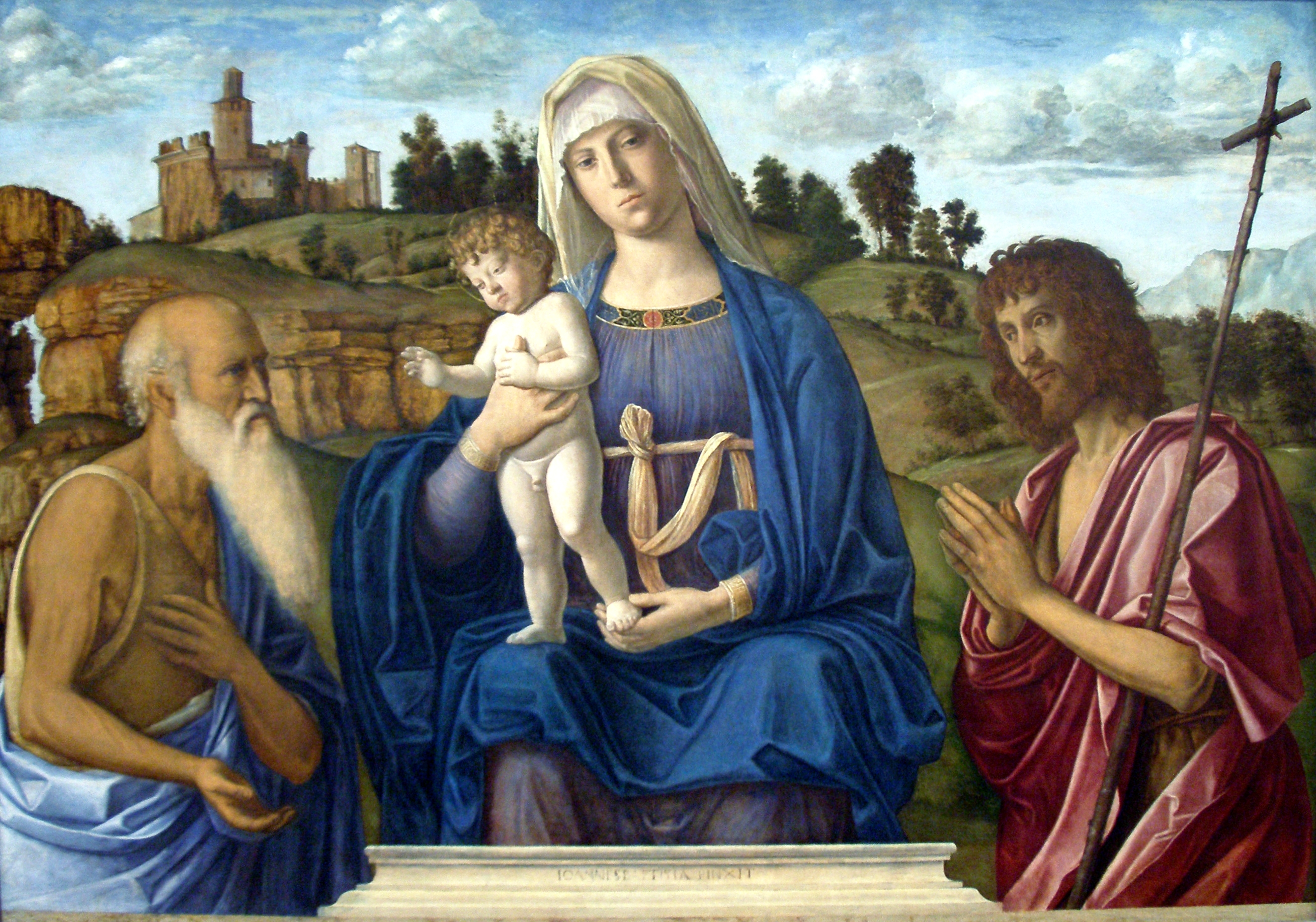
Madonna col Bambino tra i santi Girolamo e Giovanni Battista (ca. 1495) olio su tavola, National Gallery of Art, Washington

Cima da Conegliano, soprannome di Giovanni Battista Cima (Conegliano, 1459/1460 – Conegliano, 1517/1518), è stato un pittore italiano cittadino della Repubblica di Venezia, tra maggiori esponenti della scuola veneta del XV secolo.

## Biografia
Solo scarsi documenti permettono di ricostruire la vita del pittore. La data di nascita dell'artista (1459 o 1460) non è accertata, ma dedotta dall'estimo coneglianense del 1473, nel quale è nominato un Joannes cimator: il pittore doveva avere infatti all'epoca quattordici anni, poiché questa era l'età in cui si cominciava a pagare le tasse in proprio, secondo le leggi della città veneta.
Per assenza di fonti non è nota la formazione artistica antecedente al 1489, data del primo dipinto a lui attribuito. Si trasferì a Venezia attorno al 1489 dove aprì una sua bottega. Dell'anno 1494 ci restano alcuni pagamenti fatti all'artista. Altri pagamenti risalgono al 1499, al 1504 ed al 1510.
Tra il 1500 e il 1515 visse probabilmente tra Venezia e l'Emilia. A Parma, Bologna, Carpi gli vennero commissionate opere per alcune chiese, quali la Madonna col Bambino tra i santi Michele Arcangelo e Andrea del 1505 e la Sacra Conversazione del 1513.
La sua presenza a Conegliano, dove trascorreva le estati, è documentata, per l'ultima volta, nel 1516. Morì fra il 1517-1518, probabilmente a Conegliano, dove resta la sua dimora, oggi Casa museo di Giovanni Battista Cima.

## Produzione artistica
Tra i maggiori esportatori della cultura artistica veneziana nel retroterra veneto della Serenissima, con il suo stile pittorico improntato ad un raffinato classicismo, Cima viene generalmente ritenuto, dagli storici d'arte, un allievo di Giovanni Bellini. Altre influenze pittoriche riconoscibili sono quelle di Antonio Vivarini, Vittore Carpaccio, Giorgione, Marco Palmezzano.
La sua produzione artistica si incentra sulle rappresentazioni sacre e i suoi temi figurativi principali sono:
- Le immagini devozionali della Madonna.

Tra le più pregevoli la Madonna dell'Arancio del 1496, conservata alle Gallerie dell'Accademia di Venezia, e la Madonna col Bambino del 1504-1505, oggi conservata alla National Gallery di Londra, opera n°300 nel catalogo del museo, servita da prototipo, per Cima, per alcune repliche e copie successive.
- Le Sacre Conversazioni[3] e altre composizioni di Madonna con i santi.

Fra le opere più significative di questo tipo, la Sacra Conversazione del 1495 conservata alla National Gallery of Art di Washington, considerata la migliore fra quelle del pittore, e la Madonna col Bambino tra i santi Michele Arcangelo e Andrea del 1505 conservata alla Galleria Nazionale di Parma ed erroneamente attribuita, nel XVIII secolo, a Leonardo da Vinci per la falsa firma sul dipinto.

### I polittici
Una produzione a volte di minore qualità, in cui è riconoscibile anche l'attività della bottega veneziana di Cima sono i grandi polittici lignei utilizzati come pale d'altare.
Alcuni di questi sono rispettivamente:
- Polittico di San Giovanni Battista, 1504-1509, olio su tavola, chiesa di San Giovanni Battista, San Fior[4]
- Polittico della chiesa parrocchiale di Olera (frazione di Alzano Lombardo)[5]
- Polittico della Basilica di Santa Maria Maggiore a Miglionico[6]
- Polittico della chiesa di Sant'Anna di Capodistria, olio su tavola, Museo di Palazzo Ducale, Mantova
- Polittico di Ornica, chiesa di sant'Ambrogio, Ornica;

### Pale d'altare
- Natività con santi, olio su tavola (300×185 cm), 1509, chiesa di Santa Maria dei Carmini a Venezia
- Battesimo di Cristo, 1492, olio su tavola, pala dell'altare maggiore della chiesa di San Giovanni in Bragora, Venezia
- Sant'Elena e Costantino ai lati della croce, 1501-1503, olio su tela, pala della chiesa di San Giovanni in Bragora, Venezia
- Incredulità di San Tommaso col Vescovo Magno, 1504-1505 circa, olio su tavola, 350×210 cm, Gallerie dell'Accademia, Venezia
- San Giovanni Battista tra i Santi Pietro, Marco, Girolamo e Paolo, 1495 circa, olio su tavola, 305×205 cm, Chiesa della Madonna dell'Orto, Venezia
- Madonna col Bambino in trono e santi, 1496-1499, olio su tavola, 419×213 cm, Gallerie dell'Accademia, Venezia
- Madonna dell'Arancio, 1496 circa, olio su tavola, 212×139 cm, Gallerie dell'Accademia, Venezia
- Madonna in trono col Bambino fra angeli e santi, 1492 circa, olio su tavola, 150×235 cm, Duomo di Conegliano (TV)
- Madonna col Bambino in trono tra i santi Dionisio e Vittore, olio su tavola, Museo Civico di Feltre
- Pala Montini, 1505-1507, olio su tavola, 209 x 125 cm, Galleria Nazionale di Parma
- San Pietro martire tra i santi Nicola e Benedetto, 1504, olio su tavola 330×216 cm, Pinacoteca di Brera a Milano
- Sacra Conversazione (Madonna col Bambino in trono circondato da frati e devoti in preghiera, con i santi Giovanni Battista, Rocco e Maria Maddalena), 1490 circa, olio su tela, 301×211 cm, Pinacoteca di Brera, Milano
- Madonna col Bambino tra i santi Pietro, Romualdo, Benedetto e Paolo, 1504, olio su tavola, 206×135 cm, Gemäldegalerie, Staatliche Museen, Berlino
- Incredulità di San Tommaso, 1502-1504, olio su tela (da olio su tavola), National Gallery, Londra

### Madonne col Bambino
- Madonna col Bambino, 1496-1499, olio su tavola, 69,2×57,2 cm, National Gallery, Londra
- Madonna col Bambino, 1496-1499, olio su tavola, 73×59 cm, Los Angeles County Museum of Art, USA
- Madonna col Bambino, 1496-1499, olio su tavola, 66×57 cm, Museo dell'Ermitage, San Pietroburgo, Russia
- Madonna col Bambino, 1496-1499, olio su tavola, 71,1×61 cm, North Carolina Museum of Art, Raleigh, USA
- Madonna col Bambino, 1490-1492, olio su tavola, Musée Jacquemart-André, Parigi
- Madonna col Bambino, 1504-1507, olio su tavola, 71×48 cm Museo del Louvre, Parigi
- Madonna col Bambino, 1495-1497, olio su tavola, 71,5×55 cm, Petit Palais, Parigi
- Madonna col Bambino, 1504 circa, tempera su tavola, 66×57 cm, Galleria degli Uffizi, Firenze
- Madonna col Bambino, 1500, olio su tavola 47,5×60,3 cm, National Museum of Wales, Cardiff
- Madonna col Bambino, 1499-1502 circa, olio su tavola, 64,8×52,1 cm, National Gallery, Londra
- Madonna col Bambino, 1505 circa, olio su tavola, 53,3×43,8 cm, National Gallery, Londra
- Madonna col Bambino, 1504 circa, olio su tavola, Museo nazionale atestino, Este (PD)
- Madonna col Bambino, 1504, olio su tavola, 59,7×44 cm, Fine Arts Museums, San Francisco
- Madonna col Bambino, 1495, olio su tavola, 60,5×47,2 cm, Pinacoteca Nazionale di Bologna
- Madonna col Bambino, olio su tavola, 58,4×46,4 cm, Holburne Museum of Art, Bath, Regno Unito
- Madonna col Bambino, 1504, olio su tavola, 75,4×53,2 cm, collezione privata
- Madonna col Bambino, 1499-1502, olio su tavola, 64,8×52,1 cm, Detroit Institute of Arts
- Madonna col Bambino, 1496, tempera su tavola, Museo Civico di Palazzo Elti, Gemona del Friuli
- Madonna col Bambino, olio su tavola, 60,3×47,6 cm, Philadelphia Museum of Art
- Madonna col Bambino, 83×68 cm, olio su tela, Rijksmuseum, Amsterdam
- Madonna col Bambino, 1500-1505, 228×187 cm, olio su tavola, Institute of Arts, Minneapolis

### Sacre conversazioni
- Madonna col Bambino in trono tra i santi Giacomo apostolo e Girolamo, 1489, olio su tavola, Museo civico, Vicenza
- Madonna col Bambino tra i santi Girolamo e Giovanni Battista, 1492-1495, olio su tavola, 105×146 cm, National Gallery of Art, Washington
- Madonna col Bambino tra i santi Girolamo e Maria Maddalena, 1495, olio su tavola, 79,6×122,9 cm, Alte Pinakothek, Monaco di Baviera
- Madonna col Bambino tra i santi Giovanni Evangelista e Nicola di Bari (attr), 1513-1518, olio su tela, 50,8×70,5 cm, National Gallery, Londra
- Madonna col Bambino tra i santi Paolo e Francesco, 1508-1530, olio su legno di pioppo, (49,5×87 cm), National Gallery, Londra
- Madonna col Bambino e santi, 1515, olio su tavola, 64,8×52,1 cm, The Cleveland Museum of Art
- Madonna col Bambino tra i santi Francesco e Chiara, 1492-1495, olio su tavola, 20,3×26,7 cm, Metropolitan Museum of Art di New York
- Madonna col Bambino tra i santi Michele Arcangelo e Andrea, 1505 circa, olio su tavola, 194×134 cm, Galleria nazionale, Parma
- Madonna col Bambino e i santi Giovanni Battista e Caterina, 1515, olio su tela, 95,7×62,4 cm, Morgan Library, New York
- Madonna col Bambino in trono tra due vergini martiri, 1495, olio su tavola, 59,7×43,8 cm, Memphis Brooks Museum of Art
- Madonna col Bambino tra i santi Giovanni Battista e Francesco, olio su tavola, Musée du Petit Palais, Avignone
- Madonna col Bambino tra i santi, olio su tela, 71,5×102 cm, Nivaagaards Malerisamling di Nivå, Danimarca
- Madonna col Bambino tra i santi Sebastiano, Francesco, Giovanni Battista, Girolamo, olio su tela, 120×175,9 cm, Fogg Art Museum, Cambridge (Massachusetts)
- Madonna col Bambino tra i santi Giovanni Battista e Paolo, olio su tavola, Gallerie dell'Accademia, Venezia
- Madonna col Bambino tra i santi Caterina e Nicola, olio su tela, Yale University of Art, New Haven.

### I trittici
- Trittico della Madonna col Bambino tra i santi Giorgio e Giacomo, 1510-1511,  olio su tavola, 137×61 e 121×44,5 cm, Musée des Beaux-Arts, Caen
- Trittico di Navolè di Gorgo al Monticano, ora presso il Museo Diocesano d'Arte Sacra "Albino Luciani", Vittorio Veneto

### San Girolamo nel deserto
- San Girolamo nel deserto, 1500-1510, olio su tavola, 32,1×25,4 cm, National Gallery, Londra
- San Girolamo nel deserto, 1500-1510, olio su tavola, Harewood House, Leeds, Inghilterra
- San Girolamo nel deserto, 1500-1505, olio su tavola 48×40 cm, National Gallery of Art, Washington
- San Girolamo nel deserto, 1495, olio su tavola 37×30 cm, Pinacoteca di Brera a Milano
- San Girolamo nel deserto, tempera su tavola, Collezione Contini Bonacossi, Firenze
- San Girolamo nel deserto, 1500, olio su tavola 17.5×12.5 cm, Ermitage in Russia
- San Girolamo nel deserto, 1500, olio su tavola, Museo di belle arti di Budapest

### Altre opere
- Madonna col Bambino in trono tra i santi Giovan Battista e Maria Maddalena, 1513 circa, olio su tavola, 170×110 cm, Musée du Louvre, Parigi
- Madonna col Bambino tra i santi Andrea e Pietro, 47,7×39,7 cm, National Gallery of Scotland, Edimburgo
- Annunciazione, 1495,  tempera e olio su tela, 1365×107 cm, Museo dell'Ermitage, San Pietroburgo
- Annunciazione, olio su tavola, Detroit Institute of Arts, Detroit
- Endimione dormiente e il Giudizio di Mida, olio su tavola, 24,8×25,4 cm, Galleria Nazionale di Parma
- Sant'Elena, 1495, olio su tavola, 49,5×20,5 cm, National Gallery of Art, Washington
- Presentazione della Vergine Maria al Tempio, 1496-1497, olio su tavola, Gemäldegalerie Alte Meister, Dresda
- Deposizione di Cristo, olio su tela, Museo Puškin, Mosca
- Riposo durante la fuga in Egitto con i santi Giovanni Battista e Lucia, 1496-1498, olio su tavola, 53,9×71,6 cm, Calouste Gulbenkian Museum, Lisbona
- San Pietro in trono con i santi Giovanni Battista e Paolo, 1516, olio su tavola trasferito su tela, 156×146 cm, Pinacoteca di Brera a Milano
- Testa di Cristo coronato di spine, 1510, olio su tavola, National Gallery, Londra
- San Cristoforo col Bambino e san Pietro, 1504, olio su tavola, 73×56 cm, collezione privata
- San Lanfranco di Pavia tra i santi Giovanni Battista e Liberio, 1515-1516, olio su tavola, Fitzwilliam Museum, Cambridge
- Guarigione miracolosa del calzolaio Aniano, 1498, olio su tavola, Gemäldegalerie, Staatliche Museen, Berlino
- Incoronazione della Vergine, 1490, olio su tavola, Basilica dei Santi Giovanni e Paolo, Venezia
- Santi Rocco, Antonio Abate e Lucia, 1513, olio su tavola, 128,3×121,9 cm, Metropolitan Museum of Art, New York
- Giudizio di Mida tra Apollo e Marsia, olio su tavola, 43×73 cm, Statens Museum for Kunst, Copenaghen
- Santa Caterina d'Alessandria, 1502, olio su tavola, 152,2×77,8 e cm 41×84,9 la lunetta, Wallace Collection, Londra
- Compianto sul Cristo morto, 1505, olio su tavola, Galleria estense, Modena
- Cristo in trono, 1505, olio su tavola, Museo Puškin, Mosca
- Dio Padre, olio su tavola, 31,7×40,6 cm, Courtauld Institute of Art, Londra
- San Sebastiano, olio su tavola, 114×46 cm, Musée des Beaux-Arts, Strasburgo
- San Rocco, olio su tavola, 116,5x47 cm, Musée des Beaux-Arts, Strasburgo
- San Sebastiano, olio su tavola, 103,2×40,6 cm, National Gallery, Londra
- San Sebastiano, olio su tavola, collezione Berenson, villa I Tatti, Settignano (Firenze)
- Daniele nella fossa dei leoni, olio su tavola, 47×33 cm, Pinacoteca ambrosiana, Milano
- Cristo tra i dottori, olio su tavola, 54,5×84,4 cm, Museo Nazionale, Varsavia
- Cristo in pietà sostenuto dalla Madonna, Nicodemo e san Giovanni Evangelista con le Marie, olio su tavola, Gallerie dell'Accademia, Venezia
- Nozze di Bacco e Arianna, 1504, olio su tavola, 28×69 cm, Museo Poldi Pezzoli, Milano
- Sileno e satiri, olio su tavola, 31,1×41 cm, Philadelphia Museum of Art, Filadelfia
- Baccante, olio su tavola, 24,6×19,4 cm, Philadelphia Museum of Art, Filadelfia
- Volto di Santa, olio su tavola, 25×18,3 cm, Museo Poldi Pezzoli, Milano
- Teseo uccide il Minotauro, olio su tavola, 38,2×30,8 cm, Museo Poldi Pezzoli, Milano
- Imago Pietatis, olio su tavola, 53,5×38,5 cm, Museo di Wilanów, Varsavia, Polonia
- Arcangelo Raffaele con Tobiolo tra i santi Nicolò e Giacomo Maggiore, olio su tela per trasporto da tavola, 162×178 cm, Gallerie dell'Accademia, Venezia
- San Marco, olio su tavola, 103,2×40,6 cm, National Gallery, Londra
- Gionata e David con la testa di Golia, olio su tavola, 40,6×39,4 cm, National Gallery, Londra
- Un Santo a cavallo, 21,59×17,62 cm, Paul Getty Museum, Los Angeles, California
- Cristo passo, 22×15,5 cm, Ca' Rezzonico, Venezia
- San Francesco riceve le stimmate, olio su tavola, 38×29 cm, York Art Gallery, York
- Trasfigurazione, perduta
- Leone di san Marco tra i santi Giovanni Battista, Giovanni Evangelista, Maria Maddalena e Girolamo, olio su tavola, 207×510,4 cm, Gallerie dell'Accademia, Venezia

## Mostre
- Palazzo dei Trecento, Treviso, Carlo Scarpa, 1962
- Palazzo Sarcinelli, Conegliano, Giovanni C.F. Villa, 2010
- Museo del Lussemburgo, Parigi, Giovanni C.F. Villa, 2012